# Brestovany
Brestovany (en allemand : Brestowan, en hongrois : (Alsó-/Felső)Szil) est un village de Slovaquie situé dans la région de Trnava.

## Histoire
Première mention écrite du village en 1113.

## Démographie

### Évolution de la population
| Année:               | 1994. | 2004.   | 2014.    | 2024.   |
| -------------------- | ----- | ------- | -------- | ------- |
| Nombre de personnes: | 1868  | 2015    | 2554     | 2507    |
| Différence:          |       | +7,86 % | +26,74 % | -1,84 % |

| Année:               | 2023. | 2024.   |
| -------------------- | ----- | ------- |
| Nombre de personnes: | 2518  | 2507    |
| Différence:          |       | -0,43 % |